# Gréta Arn
Pour les articles homonymes, voir ARN (homonymie).
Gréta Arn (née le 13 avril 1979 à Budapest) est une joueuse de tennis germano-hongroise, professionnelle depuis 1997. Ayant la double nationalité, elle a représenté l'Allemagne jusqu'en 2007 puis la Hongrie à partir de 2008.

## Biographie
En 2007, alors classée 176e mondiale et issue des qualifications, elle a remporté l'Open d'Estoril face à Victoria Azarenka, alors jeune espoir du tennis. Elle a acquis un second titre WTA au Classic d'Auckland en 2011, en battant Yanina Wickmayer en finale.
Par ailleurs, Gréta Arn a remporté neuf titres sur le circuit ITF, dont cinq en simple. Elle a atteint le 3e tour lors du tournoi de Wimbledon 2010, son meilleur résultat dans une épreuve du Grand Chelem.
Sa victoire face à Maria Sharapova à Auckland en janvier 2011 est sa première victoire sur une joueuse du top 20 (après quinze échecs). Elle récidive quelques mois plus tard au tournoi de Rome où elle s'offre la 13e mondiale, Svetlana Kuznetsova.
Elle a joué sous les couleurs hongroises en Fed Cup et lors des Jeux olympiques de 2008.
Après avoir arrêté la compétition en 2013, elle revient sur le circuit ITF mi-2017 et elle atteint notamment la finale du tournoi de Balatonboglár début septembre, avant de remporter le tournoi de Saguenay fin octobre.

## Palmarès

### Titres en simple dames
| No | Date       | Nom et lieu du tournoi | Catégorie | Dotation  | Surface      | Finaliste         | Score          |          |
| -- | ---------- | ---------------------- | --------- | --------- | ------------ | ----------------- | -------------- | -------- |
| 1  | 30/04/2007 | Estoril Open, Estoril  | Tier IV   | 145 000 $ | Terre (ext.) | Victoria Azarenka | 2-6, 6-1, 7-63 | Parcours |
| 2  | 03/01/2011 | ASB Classic, Auckland  | Intern'l  | 220 000 $ | Dur (ext.)   | Yanina Wickmayer  | 6-3, 6-3       | Parcours |

### Finale en simple dames
Aucune

## Parcours en Grand Chelem

### En simple dames
| Année | Open d'Australie                                | Open d'Australie                                  | Internationaux de France                              | Internationaux de France                           | Wimbledon                                           | Wimbledon         | US Open                                             | US Open         |
| ----- | ----------------------------------------------- | ------------------------------------------------- | ----------------------------------------------------- | -------------------------------------------------- | --------------------------------------------------- | ----------------- | --------------------------------------------------- | --------------- |
| 2000  | -                                               | -                                                 | Q3 \|\| style="text-align:left" \| Tatiana Kovalchuk  | 1er tour (1/64)                                    | Jelena Dokić                                        | 1er tour (1/64)   | Jelena Kostanić                                     |                 |
| 2001  | 2e tour (1/32)                                  | Lindsay Davenport                                 | 1er tour (1/64)                                       | Arantxa Sánchez                                    | Q1 \|\| style="text-align:left" \| Barbara Schwartz | 1er tour (1/64)   | Wynne Prakusya                                      |                 |
| 2002  | 2e tour (1/32)                                  | Martina Hingis                                    | 1er tour (1/64)                                       | R. de los Ríos                                     | 2e tour (1/32)                                      | Anastasia Myskina | 1er tour (1/64)                                     | Jelena Dokić    |
| 2003  | 1er tour (1/64)                                 | Nadia Petrova                                     | Q2 \|\| style="text-align:left" \| Julia Schruff      | Q1 \|\| style="text-align:left" \| Natalie Grandin | Q1 \|\| style="text-align:left" \| Tatiana Poutchek |                   |                                                     |                 |
|       |                                                 |                                                   |                                                       |                                                    |                                                     |                   |                                                     |                 |
| 2006  | —                                               | —                                                 | —                                                     | —                                                  | —                                                   | —                 | Q1 \|\| style="text-align:left" \| Milagros Sequera |                 |
| 2007  | -                                               | -                                                 | Q3 \|\| style="text-align:left" \| Akgul Amanmuradova | 1er tour (1/64)                                    | Olga Govortsova                                     | 1er tour (1/64)   | Tamira Paszek                                       |                 |
| 2008  | Q1 \|\| style="text-align:left" \| Hsieh Su-wei | Q2 \|\| style="text-align:left" \| Iveta Benešová | Q1 \|\| style="text-align:left" \| Barbora Strýcová   | Q1 \|\| style="text-align:left" \| Stefanie Vögele |                                                     |                   |                                                     |                 |
| 2009  | —                                               | —                                                 | Q1 \|\| style="text-align:left" \| Stéphanie Dubois   | Q3 \|\| style="text-align:left" \| Arantxa Parra   | —                                                   | —                 |                                                     |                 |
| 2010  | -                                               | -                                                 | -                                                     | -                                                  | 3e tour (1/16)                                      | Marion Bartoli    | 1er tour (1/64)                                     | Kim Clijsters   |
| 2011  | 1er tour (1/64)                                 | M. J. Martínez                                    | 1er tour (1/64)                                       | Petra Kvitová                                      | -                                                   | -                 | 1er tour (1/64)                                     | Vania King      |
| 2012  | 3e tour (1/16)                                  | Serena Williams                                   | 1er tour (1/64)                                       | A. Pavlyuchenkova                                  | 1er tour (1/64)                                     | Galina Voskoboeva | 2e tour (1/32)                                      | Maria Kirilenko |
| 2013  | 1er tour (1/64)                                 | Jana Čepelová                                     | -                                                     | -                                                  | Q1 \|\| style="text-align:left" \| Julie Coin       | -                 | -                                                   |                 |

À droite du résultat, l’ultime adversaire.

### En double dames
| Année | Open d'Australie           | Open d'Australie       | Internationaux de France     | Internationaux de France  | Wimbledon | Wimbledon | US Open                | US Open                   |
| ----- | -------------------------- | ---------------------- | ---------------------------- | ------------------------- | --------- | --------- | ---------------------- | ------------------------- |
| 2011  | -                          | -                      | 1er tour (1/32) J. Craybas   | M. J. Martínez A. Medina  | -         | -         | 1er tour (1/32) A. Rus | Hsieh S.-y. G. Voskoboeva |
| 2012  | 1er tour (1/32) O. Savchuk | A. Dulgheru V. Razzano | 1er tour (1/32) T. Pironkova | A.-L. Grönefeld P. Martić | -         | -         | -                      | -                         |

Sous le résultat, la partenaire ; à droite, l’ultime équipe adverse.

### En double mixte
N'a jamais participé à un tableau final.

## Parcours en «Premier Mandatory» et «Premier 5»
Découlant d'une réforme du circuit WTA inaugurée en 2009, les tournois WTA « Premier Mandatory » et « Premier 5 » constituent les catégories d'épreuves les plus prestigieuses, après les quatre levées du Grand Chelem.

### En simple dames
| Année |              | Premier Mandatory          | Premier Mandatory          | Premier Mandatory             | Premier Mandatory |       | Premier 5 | Premier 5 | Premier 5                 | Premier 5                  | Premier 5                    | Premier 5 | Premier 5                   |
| Année | Indian Wells | Miami                      | Madrid                     | Pékin                         |                   | Dubaï | Rome      | Canada    | Cincinnati                |                            | Tokyo                        |           |                             |
| Année | Indian Wells | Miami                      | Madrid                     | Pékin                         |                   | Doha  | Rome      | Canada    | Cincinnati                |                            | Wuhan                        |           |                             |
| Année | Indian Wells | Miami                      | Madrid                     | Pékin                         |                   |       | Rome      | Canada    | Cincinnati                |                            |                              |           |                             |
| 2010  |              |                            |                            |                               |                   |       |           |           | 1er tour (1/32) P. Hercog |                            | 1er tour (1/32) Y. Wickmayer |           | 2e tour (1/16) C. Wozniacki |
| 2011  |              | 1er tour (1/64) S. Errani  | 1er tour (1/64) Peng S.    | 1er tour (1/32) B. Jovanovski |                   |       |           |           | 1/4 de finale Li N.       | 2e tour (1/16) A. Petkovic |                              |           | 2e tour (1/16) J. Görges    |
| 2012  |              | 1er tour (1/64) J. Larsson | 1er tour (1/64) M. Barthel |                               |                   |       |           |           |                           |                            |                              |           |                             |

Sous le résultat, l’ultime adversaire.

## Parcours aux Jeux olympiques

### En double dames
| # | Date       | Nom de l'olympiade         | Surface    | Résultat        | Partenaire   | Ultimes adversaires      | Score    |          |
| - | ---------- | -------------------------- | ---------- | --------------- | ------------ | ------------------------ | -------- | -------- |
| 1 | 11/08/2008 | Olympic Tennis Event Pékin | Dur (ext.) | 1er tour (1/16) | Ágnes Szávay | Ayumi Morita Ai Sugiyama | 6-3, 6-3 | Parcours |

## Classements WTA en fin de saison
| Année          | 1995 | 1996 | 1997 | 1998 | 1999 | 2000 | 2001 | 2002 | 2003 | 2004 | 2005 | 2006 | 2007 | 2008 | 2009 | 2010 | 2011 | 2012 | 2013 | 2014 | 2015 | 2016 | 2017 |
| Rang en simple | 701  | 476  | 460  | 428  | 322  | 147  | 117  | 91   | 299  | 351  | 476  | 186  | 118  | 160  | 231  | 88   | 64   | 115  | 398  | -    | -    | -    | 304  |
| Rang en double | 862  | -    | 698  | 471  | 447  | 180  | 294  | 682  | 813  | 471  | -    | 207  | 985  | -    | -    | -    | 1131 | 1123 | -    | -    | -    | -    | -    |

Source : (en) Classements de Gréta Arn sur le site officiel de la Fédération internationale de tennis